# Testemunhas de Jeová
Testemunhas de Jeová são uma denominação cristã milenarista e restauracionista com crenças não trinitárias, que diferem-se de grande parte de outras denominações cristãs. O grupo afirma ter mundialmente 8 695 808 de aderentes envolvidos em evangelização, presença em convenções de mais de 15 milhões de pessoas e uma presença anual em seu Memorial de mais de 19,9 milhões. A denominação é dirigida pelo Corpo Governante, um grupo de anciões em Warwick, Nova York, que determina todas as doutrinas com base em sua análise e interpretação da Bíblia. Eles preferem usar sua própria tradução, a Tradução do Novo Mundo das Escrituras Sagradas, embora também citem ocasionalmente outras versões. O grupo crê que a destruição do sistema do mundo atual no Armagedom é iminente, e que somente ao se estabilizar o Reino de Deus na Terra haverá solução para todos os problemas da humanidade.
As Testemunhas de Jeová emergiram dos Estudantes da Bíblia, grupo fundado no final da década de 1870 por Charles Taze Russell. Com a formação da Sociedade Torre de Vigia de Bíblias e Tratados, houve mudanças doutrinais e organizacionais significativas, chefiadas por Joseph Franklin Rutherford. O nome testemunhas de Jeová foi adotado em 1931 para diferenciá-los de outros grupos de Estudantes da Bíblia e simbolizar uma ruptura com o legado das tradições de Russell.
O grupo é conhecido por sua evangelização porta a porta, distribuindo publicações como A Sentinela e Despertai!, e sua recusa ao serviço militar e à transfusão de sangue. Eles consideram o uso do nome Jeová vital para a adoração apropriada. Rejeitam a Trindade, a imortalidade inerente da alma e o fogo do inferno, considerando-as doutrinas que não estão de acordo com os textos bíblicos. Também não há observância do Natal, da Páscoa, aniversários e outros feriados e costumes que consideram ter origens pagãs e incompatíveis com o Cristianismo. Os membros comumente referem-se ao seu corpo de crenças como "a verdade", e consideram que sua vida está "na verdade". A sociedade secular é definida como moralmente corrupta e sob a influência de Satã, e limitam sua interação social com pessoas que não integram a comunidade. Ações disciplinares incluem a desassociação, isto é, a expulsão formal, e ostracismo. Indivíduos batizados que deixam oficialmente a igreja também sofrem rejeição social. Membros desassociados podem retornar se mostrarem-se arrependidos.
A rejeição ao serviço militar e a recusa em fazer continência para as bandeiras nacionais fizeram com que as Testemunhas de Jeová tivessem conflitos com alguns governos. Consequentemente, os integrantes têm sido perseguidos e suas atividades são banidas ou restringidas em alguns países. Processos criados pelo grupo resultaram em mudanças em diversas leis de direitos civis pelo mundo. Além disso, a organização tem recebido críticas em relação à sua tradução da Bíblia, doutrinas, tratamento de casos de abuso sexual de menores e alegada coerção de seus membros. As acusações são negadas pelos líderes, e algumas foram discutidas em tribunais e por especialistas em religião.

## História e atividades básicas

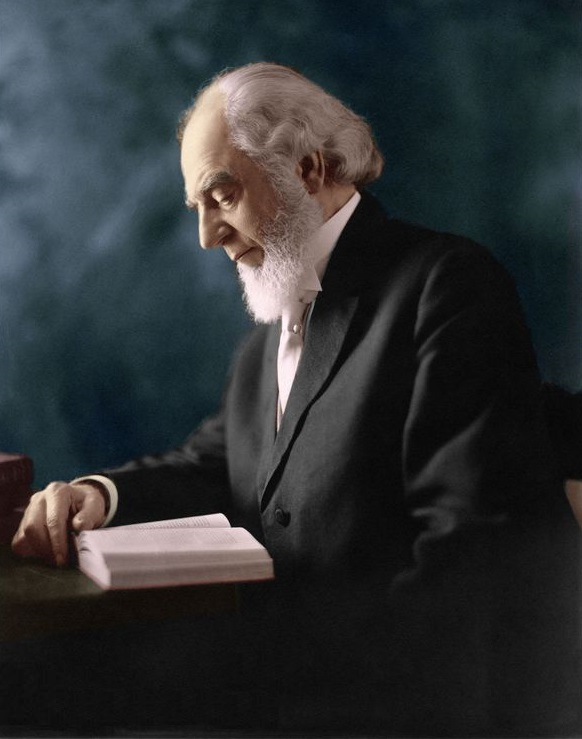
Charles Taze Russell (1852–1916).

As Testemunhas de Jeová surgiram a partir do movimento religioso dos Estudantes da Bíblia, que tiveram suas atividades a partir da década de 1870, quando o Pastor Charles Taze Russell e alguns associados formaram um pequeno grupo de estudo da Bíblia, em Allegheny (hoje integrada na cidade de Pittsburgh, Pensilvânia), nos Estados Unidos. Com o fim de publicar as suas pesquisas bíblicas em contraste com erros doutrinais que eram encontrado em outras denominações religiosas, Russell começou a publicar A Sentinela, uma das revistas com maior circulação do mundo bem como a mais traduzida revista de qualquer gênero.[carece de fontes?] As pessoas que recebiam a revista começaram a reunir-se em grupos para estudo da Bíblia. Assim, acabaram por tornar-se conhecidos por Estudantes da Bíblia ou, quando A Sentinela começou a ser traduzida em outras línguas, Estudantes Internacionais da Bíblia.
Originalmente, a impressão de A Sentinela e tratados religiosos era feita quase que inteiramente por firmas comerciais.[carece de fontes?] Mas, visando uma maior divulgação pela página impressa, Russell fundou a Sociedade de Tratados da Torre de Vigia de Sião, sendo que esta associação religiosa é hoje conhecida como Sociedade Torre de Vigia de Bíblias e Tratados de Pensilvânia. Estava deste modo formado o principal instrumento legal do grupo religioso que posteriormente viria a ficar conhecido por Testemunhas de Jeová, visando a realização da sua obra mundial de evangelização. Usualmente, ao se empregar a expressão Sociedade Torre de Vigia, pretende-se mencionar esta primeira Sociedade (Watch Tower Society), ainda em funcionamento hoje em dia. A diretoria desta Sociedade veio a ser chamada de Corpo Governante das Testemunhas de Jeová, ou seja, o grupo de homens[carece de fontes?] responsáveis pelas atividades mundiais das Testemunhas de Jeová. Durante muitos anos, a expressão "a Sociedade", usada pelas Testemunhas, era uma referência direta a este Corpo Governante. Finalmente, a partir da década de 1970, passou a existir uma clara distinção entre o Corpo Governante e as várias sociedades jurídicas que as Testemunhas usam em todo o mundo. Estas sociedades ou associações, incluindo a mais antiga delas, são encaradas como simples instrumentos legais para as suas atividades.

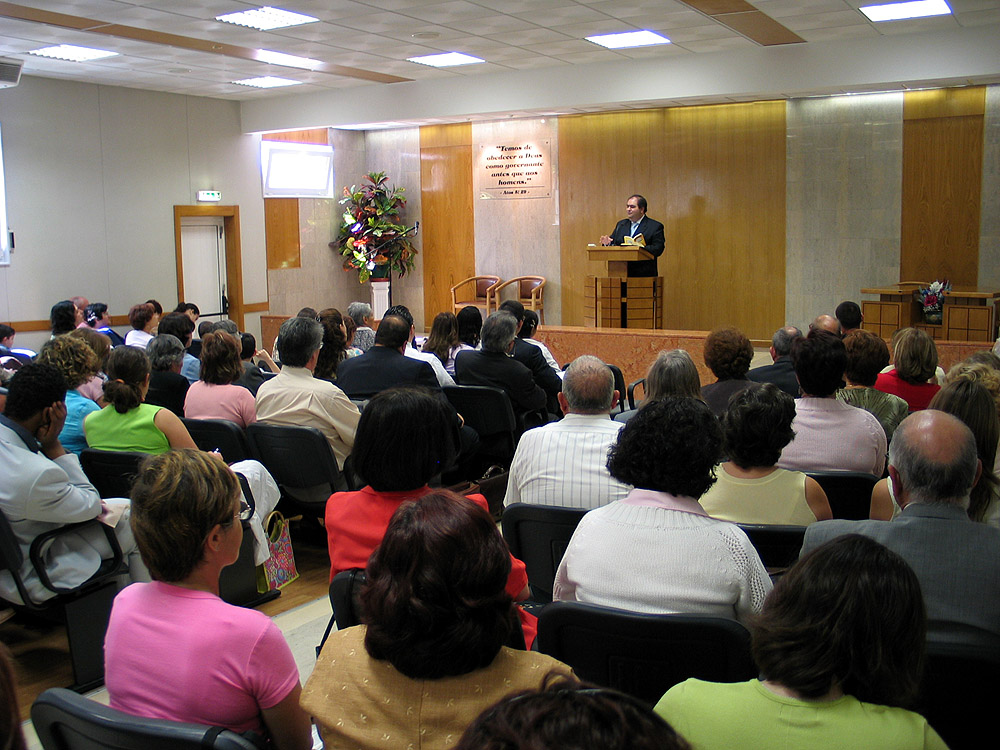
Reunião congregacional num Salão do Reino, em Portugal.

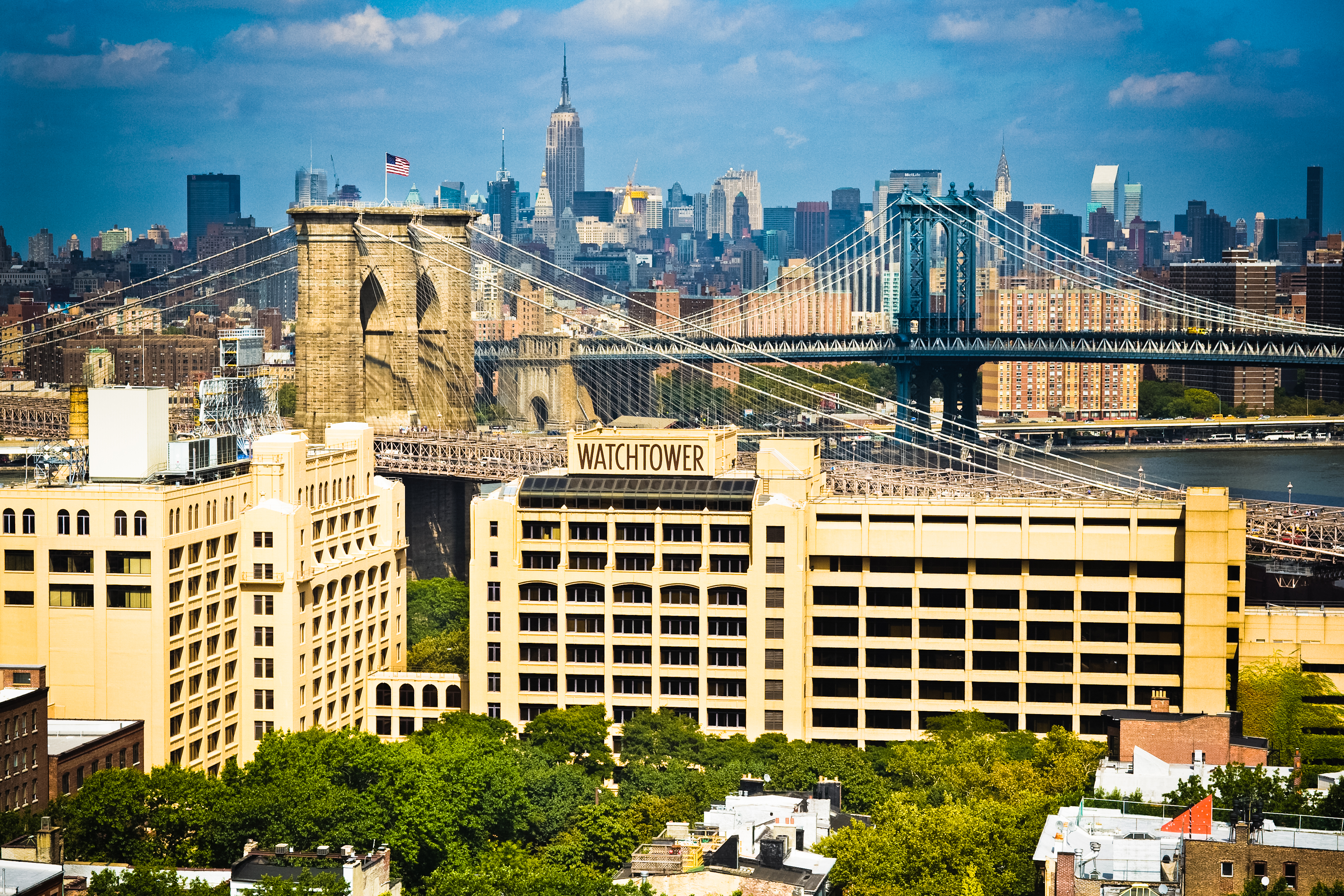
World headquarters: The Watchtower Bible & Tract Society em Brooklyn, Nova Iorque, Estados Unidos.

Hoje, as Testemunhas de Jeová constituem um grupo mundial de milhões de membros, agrupados em células locais designadas por Congregações, unidas sob uma estrutura mundial que coordena todas as suas atividades. Apesar de possuírem o que chamam de organização e nela existirem homens que assumem responsabilidades locais ou mais abrangentes, as Testemunhas formam uma distinção de grupos quanto à esperança de vida futura, e essa distinção tem o nome de ungidos (com esperança de vida eterna no céu) e outras ovelhas (com esperança de vida eterna no paraíso restaurado na terra). Os seus responsáveis, apesar de possuírem algo parecido a títulos honoríficos, não usam vestimenta ou símbolos distintivos. Não se lhes impõe o celibato, não são assalariados e espera-se que sejam os primeiros a dar o exemplo de boa conduta e moral aos restantes membros da congregação.
Preocupam-se também em divulgar os seus ensinos através de milhões de publicações de páginas de informação em várias centenas de línguas, sem esquecer os que têm necessidades especiais, tal como os surdos ou cegos. Aos interessados oferecem estudos domiciliares e gratuitos da Bíblia, o que por vezes acaba atraindo muitos visitantes aos seus centros de reunião, conhecidos por Salões do Reino. As suas reuniões e congressos, bem como a realização de cerimônias de casamento e funerais, são sempre realizadas gratuitamente e, em qualquer ministração religiosa, não fazem coletas, mas aconselham seus fiéis a contribuir, por isso, é que existem as caixas de donativos espalhadas por qualquer ponto de encontro onde as Testemunhas se reúnam, como forma de incentivo, mas também não cobram dízimos. Não impõem o celibato. Aceitam contribuições voluntárias e anônimas para o financiamento da sua obra e dos seus locais de reunião. Mantêm ainda extensos programas de educação e de serviço voluntário em várias frentes.

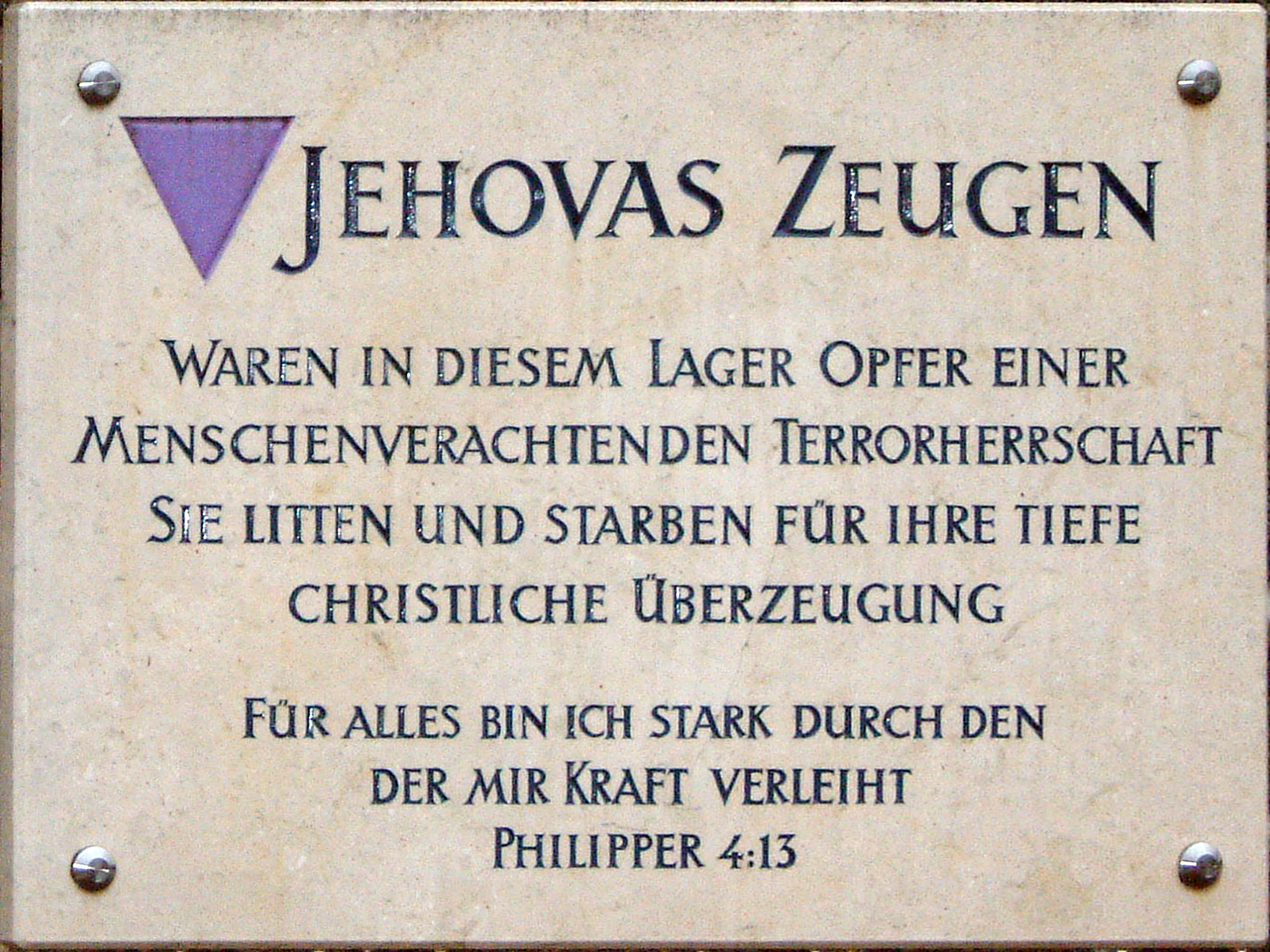
Pedra Memorial aos Triângulos roxos que sofreram terror no campo de Mauthausen, Áustria.

Apesar de duramente perseguidas e proscritas em muitos países, sendo alvo de críticas e várias controvérsias devido ao seu singular estudo da Bíblia que, em grande parte, diferem da teologia do cristianismo ortodoxo as Testemunhas de Jeová continuam a experimentar aumento entre seus fiéis. Na defesa do que consideram ser a pura e verdadeira fé cristã bíblica, rejeitam qualquer envolvimento no ecumenismo, também mantendo uma estrita neutralidade política e militar, em tempos de guerra ou paz, em qualquer lugar do mundo.
Defendendo uma conduta moral bastante rígida, e o que alguns consideram proselitismo, no que chamam "obra de pregação das Boas Novas do Reino". Este serviço realizado voluntariamente distingue-as de várias religiões as torna-as conhecidas mundialmente, sendo habitual observá-las nas suas regulares visitas às casas dos seus vizinhos e no contato direto com o público onde quer que haja pessoas.

## Origem do nome
Esta comunidade religiosa era conhecida inicialmente como Estudantes da Bíblia. Em 1931, entenderam que deveriam fazer uma distinção entre outros grupos que estudavam a Bíblia, e certos grupos dissidentes que também se intitulavam Estudantes da Bíblia. Além disso, consideraram que o termo Estudantes da Bíblia era demasiado vago para servir como designação distintiva. Assim, no domingo, 26 de julho de 1931, no culminar do Congresso realizado em Columbus, Ohio, nos Estados Unidos, os presentes adotaram unanimemente uma resolução intitulada "Um Novo Nome", apresentada por Joseph Rutherford, o segundo presidente da Sociedade Torre de Vigia. Nela foi proposto o nome descritivo e distintivo de "Testemunhas de Jeová". Para legitimar a escolha do nome usaram o texto bíblico de Isaías 43:10 que, conforme a Tradução do Novo Mundo das Escrituras Sagradas, publicada pelas Testemunhas de Jeová cerca de vinte anos mais tarde, diz:
"Vós sois as minhas testemunhas", é a pronunciação de Jeová, "sim, meu servo a quem escolhi, para que saibais e tenhais fé em mim, e para que entendais que eu sou o Mesmo. Antes de mim não foi formado nenhum Deus e depois de mim continuou a não haver nenhum."
Algumas vezes as suas publicações usam a expressão "Testemunhas Cristãs de Jeová", como forma de reforçar a sua crença em Jesus Cristo como o Filho de Deus e Salvador da humanidade enviado por Jeová Deus, seu Pai. Também afirmam que fazem parte de uma "grande nuvem de testemunhas" incluindo testemunhas pré-cristãs de Jeová, isto é, testemunhas de antes do judaísmo bíblico, e do judaísmo bíblico, visto que fazem parte do cristianismo bíblico (Hebreus 11 a 12:1) Argumentam que o próprio Jesus Cristo é chamado de "testemunha fiel e verdadeira". (Revelação ou Apocalipse 3:14)

Tetragrama YHWH, composto das letras hebraicas י (yod) ה (heh) ו (waw) ה (heh).

Afirmam que, desde o início, teria existido apenas uma religião verdadeira, constituída por aqueles que a Bíblia menciona como fazendo a vontade de Jeová, e que todas as outras formas de adoração podem ser englobadas num império mundial de religião falsa. Consideram que uma das características principais que fazem com que qualquer grupo religioso, seja ele cristão ou não, seja incluído no conjunto da religião falsa é o desprezar ou simplesmente não reconhecer e divulgar o Nome de Deus, conforme apresentado na Bíblia pelo Tetragrama YHWH, cuja pronúncia varia nas muitas línguas atuais, e em português é pronunciado "Jeová" ou "Javé", mas as Testemunhas de Jeová preferem a forma Jeová, insistentemente divulgado por eles.

## Organização
As Testemunhas de Jeová são organizadas em uma hierarquia, no que a liderança chama de "organização teocrática", refletindo a crença de que são a "organização visível" de Deus na Terra. São lideradas pelo Corpo Governante — um grupo totalmente masculino que varia no tamanho, mas que desde o começo de 2014 tem sete membros, sendo que todos professam ser parte da classe "ungida" com uma esperança de vida celestial — baseado na sede da Sociedade Torre de Vigia, em Warwick, Nova York. Não há eleição; os membros novos são eleitos pelo corpo existente. Até o final de 2012, o Corpo Governante descrevia-se como representativo e "porta-voz" da "classe dos Escravos Fiéis e Discretos" de Deus (aproximadamente 10 mil auto-proclamados Testemunhas de Jeová "ungidos"). Na Reunião Anual da Sociedade Torre de Vigia de 2012, os "Escravos Fiéis e Discretos" foram definidos como somente os membros do Corpo Governante. O corpo é responsável por coordenar e dirigir vários comitês que cuidam das funções administrativas, incluindo publicações, programação das assembleias e atividades de evangelização. Ele aponta todos os membros de cada ramo e os superintendentes viajantes, após eles terem sido recomendados por cada um dos ramos. Os superintendentes viajantes são responsáveis por analisar circuitos de congregações dentro de suas jurisdições, e escolher os anciãos locais e os servos ministeriais. Os escritórios locais podem criar comitês regionais para questões como construção de Salões do Reino ou ajuda em casos de desastre.
Cada congregação tem um corpo de anciões e servos ministeriais, que são escolhidos e não são remunerados. Os anciãos mantêm a responsabilidade pela governança congregacional, escolha do horário das reuniões, selecionar os falantes e conduzi-las, dirigir o trabalho de pregação pública e criar "comitês judiciais" para investigar e aplicar disciplinas para casos envolvendo mau comportamento sexual ou violações de doutrinas. Os novos anciões são selecionados pelos superintendentes viajantes após recomendações do atual grupo de anciões. Os servos ministeriais — optados de maneira semelhante — cumprem tarefas administrativas e auxiliares, mas podem também conduzir reuniões. As Testemunhas não usam o termo ancião como um título para significar uma divisão formal entre clero e leigos, muito embora eles possam empregar privilégios eclesiásticos como confissão de pecados.
O batismo é um pré-requisito para ser considerado uma Testemunha de Jeová válida. As testemunhas de Jeová alegam não praticar o batismo infantil, e batismos realizados anteriormente por outras denominações não são considerados legítimos. Indivíduos que batizar-se-ão devem afirmar publicamente que a dedicação e o batismo os identificam como "uma das Testemunhas de Jeová associada com a organização guiada pelo espírito de Deus", embora publicações da igreja classifiquem o batismo como uma prova da dedicação a Deus, e não a "outros humanos, causa ou organização". Sua literatura enfatiza a necessidade dos membros de serem obedientes e fiéis a Jeová e "sua organização", afirmando que as pessoas devem permanecer nela para receber os favores de Deus e sobreviver ao Armagedom.

### Publicação
A organização publica uma quantidade significativa de literatura como parte de suas atividades de evangelização. A Sociedade Torre de Vigia produziu mais de 200 milhões de cópias da Tradução do Novo Mundo em total ou em parte em mais de 120 idiomas. A Sentinela e Despertai! são as revistas mais distribuídas em todo o mundo. A tradução é realizada por mais de 2 mil voluntários em todo mundo, produzindo conteúdo em mais de 760 línguas.

### Financiamento
Grande parte do financiamento provem de doações, principalmente de membros. Não há dízimo ou coleta. Em 2001, o jornal estadunidense Newsday listou a Sociedade Torre de Vigia como uma das quarenta corporações mais ricas de Nova York, com receitas excedendo 950 milhões de dólares. No mesmo ano, a organização relatou ter "gasto mais de 70,9 milhões de dólares para cuidar de pioneiros especiais, missionários e superintendentes viajantes em suas designações de serviço de campo".

## Fundamentação das suas crenças

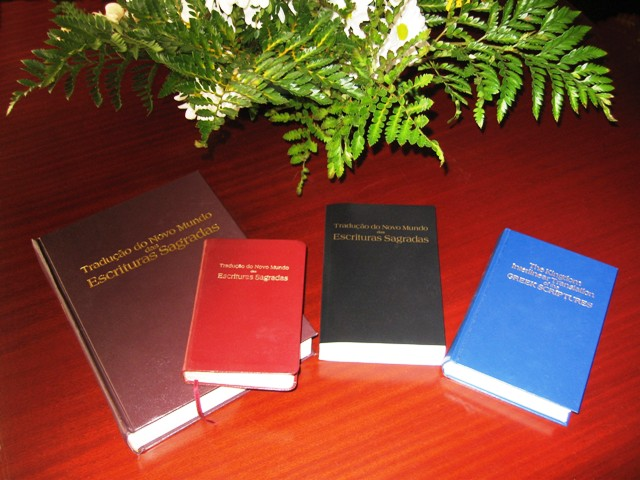
Várias edições da Tradução do Novo Mundo, incluindo a versão Interlinear em Grego/Inglês.

As Testemunhas de Jeová dizem que a única autoridade reconhecida para seu grupo, em termos teológicos, é a Bíblia. Usam frequentemente a Tradução do Novo Mundo das Escrituras Sagradas, publicada pela Sociedade Torre de Vigia desde 1950, embora citem e usem diversas outras traduções da Bíblia, conforme se evidencia pela análise das suas publicações. Nos países em que as Testemunhas de Jeová não possuem A Tradução do Novo Mundo no seu idioma, recorrem as suas revistas ou livros e em alguns casos a outras versões da Bíblia disponíveis.
Confiam no Corpo Governante para fornecer ensino e entendimento bíblico. Este Corpo Governante, também conhecido como o Escravo Fiel e Discreto que é composto de homens considerados pelas Testemunhas de Jeová como irmãos de Cristo dentro da análise de membros que já pertençam a tal grupo, procedentes de vários países. Usam como base a sede mundial das Testemunhas de Jeová, nos Estados Unidos. Acreditam que este órgão central de homens mais experientes está sob a liderança de Jesus Cristo, promovendo e coordenando a obra das Testemunhas de Jeová mundialmente. Apesar de afirmarem ser guiadas diretamente por Jeová Deus, que na crença das Testemunhas de Jeová é o Deus infalível, suas publicações podem e estão sujeitas a alterações a nível doutrinal. Isso acontece quando se entende melhor algum ensino bíblico.

## Divulgação das suas doutrinas

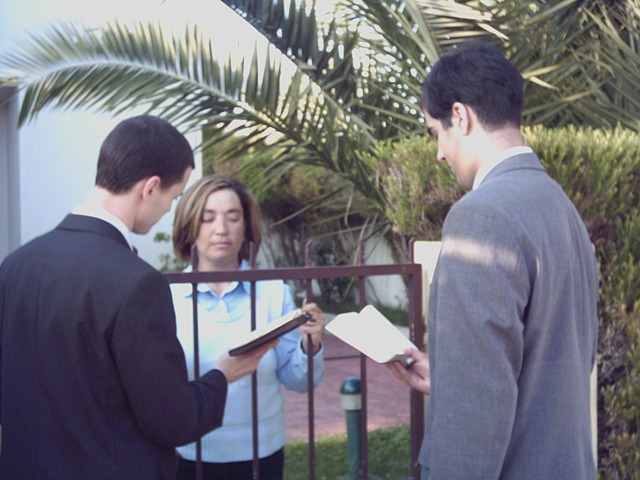
Trabalho de evangelização contatando as pessoas de casa em casa.

As Testemunhas de Jeová procuram empenhar-se na divulgação mundial das suas crenças através de vários meios e, em especial, através da página impressa. Nas suas convenções anuais, são apresentados à comunidade novos livros, brochuras e outros artigos para divulgação doutrinária. Foram pioneiras no uso do cinema sincronizado com som e fizeram vasto uso de emissoras de rádio no passado, principalmente na década de 1930 e 1940, quando chegaram a montar várias redes radiofônicas da época.
Hoje possuem grandes parques gráficos por todo o mundo, com capacidade para imprimir milhões de exemplares de publicações a cada ano. Apenas nos últimos 30 anos do século XX, imprimiram-se mais de vinte bilhões de livros, folhetos, brochuras e revistas.[carece de fontes?] Os títulos publicados são traduzidos individualmente em dezenas ou mesmo centenas de idiomas e apresentados em versões diferentes, tal como edições com caracteres de grandes dimensões ou em braille para os que possuem deficiências visuais, DVDs em língua de sinais, gravações áudio cassete e mp3, entre outros.
Desde 1926, a Sociedade Torre de Vigia, publicou mais de 220 milhões de exemplares de diversas versões da Bíblia, em 149 línguas Além da Bíblia, sua mensagem é apresentada ao público, principalmente através de duas revistas:
- A Sentinela - Anunciando o Reino de Jeová
- Despertai!

A Sentinela, a sua principal revista para estudo bíblico, tem uma tiragem média quinzenal de 61 651 000 de exemplares. É publicada em 302 línguas.

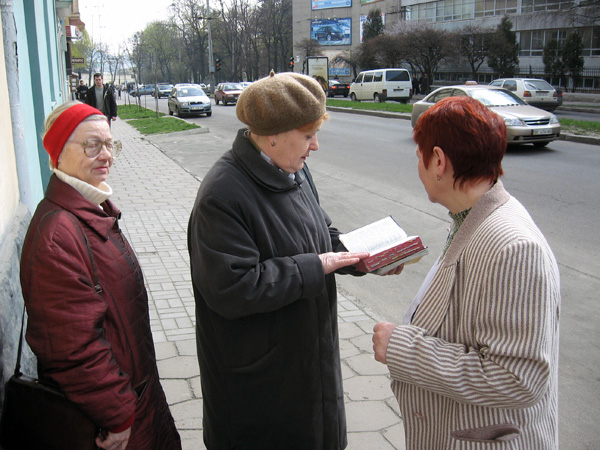
Seus membros são atualmente mais de 8,4 milhões em toda a Terra, "publicadores" evangelizadores voluntários.

A revista mensal Despertai!, publicada em 115 línguas, possui uma temática de interesse geral sob uma perspectiva religiosa. Tem uma tiragem média de 60 240 000 de exemplares, segundo a edição de 2° de 2017.
As Testemunhas de Jeová usam extensivamente o programa de estudo bíblico domiciliar baseado no livro didático O Que a Bíblia Realmente Ensina?. Ele está disponível em mais de 250 idiomas. Este livro aborda num estilo simples e direto diversos assuntos religiosos nos quais se apresentam as doutrinas defendidas pelas Testemunhas de Jeová.
Além disso, A Sociedade Torre de Vigia tem produzido enciclopédias bíblicas, como a obra Estudo Perspicaz das Escrituras, e outras concordâncias e guias de estudo com profundidade de investigação sobre temas específicos da Bíblia. Até novembro de 2015, o número total de línguas em que as publicações das Testemunhas de Jeová eram editadas alcançava em 890 idiomas.

## Internet
As Testemunhas de Jeová mantêm um site próprio como página oficial de sua organização. No ar desde janeiro de 2017, este site inclui informação educativa publicada em 870 idiomas, como o Português, Inglês, Chinês, Francês, Espanhol, Assírio, Bengali, Twi entre outros idiomas, bem como vídeos em Língua de Sinais Americana, Língua Brasileira de Sinais, Língua de Sinais Colombiana, Língua de Sinais Japonesa, Língua Gestual Dinamarquesa, entre outras, destacando artigos de suas publicações e esclarecendo ao público suas crenças e identidade. Entre outras informações úteis, o site disponibiliza os endereços postais de 89 filiais em todo o mundo, onde o visitante pode obter mais informações ou solicitar a assistência pessoal das Testemunhas de Jeová de sua região. Downloads de áudio das publicações, dramatizações e músicas, algumas de suas publicações, incluindo as revistas A Sentinela e Despertai, em formato PDF, também estão disponíveis. Também tem um recurso on-line para a mídia.
A Associação Torre de Vigia de Bíblias e Tratados produziu mais de 21 documentários em vídeo sobre uma variedade de temas históricos e bíblicos, em 78 idiomas.[carece de fontes?] A Bíblia completa está disponível no formato MP3 em português e em um grande número de outras línguas.[carece de fontes?] Além disso, outros livros, brochuras e artigos atuais das revistas A Sentinela e Despertai! estão disponíveis nos formatos MP3 ou disco compacto.

## Tradução
No início da década de 1980, uma equipe de voluntários de vários países desenvolveu o MEPS, ou Sistema eletrônico de fotocomposição multilíngüe, que atualmente tem capacidade de auxiliar a traduzir matérias em 741 idiomas, utilizando 31 alfabetos e conjunto de caracteres. Hoje mais de 3 300 voluntários trabalham em seus departamentos de tradução em todo o mundo. Lembrando que o MEPS não traduz, a tradução é feita por pessoas, mas ele ajuda a editar em qualquer idioma que se deseja traduzir.
Em novembro de 2009 o site JW-media anunciou um novo marco na edição e tradução – 500 idiomas. Em entrevista, Rudi Hartl, Coordenador de Tradução, falou do Centro Educacional da Torre de Vigia em Patterson, Nova Iorque, onde muitos dos detalhes de tradução são organizados: "Em alguns casos as línguas em que as Testemunhas de Jeová empreendem a tradução das publicações da Bíblia têm apenas alguns milhares de leitores, um fator claro que elimina qualquer sugestão de que a motivação seja a financeira." E acrescentou: "Chegamos nesta medida na edição e tradução porque nos preocupamos com as pessoas e queremos que o maior número possível se beneficie de tesouros descobertos apenas com um estudo da Bíblia.

## Modo de vida

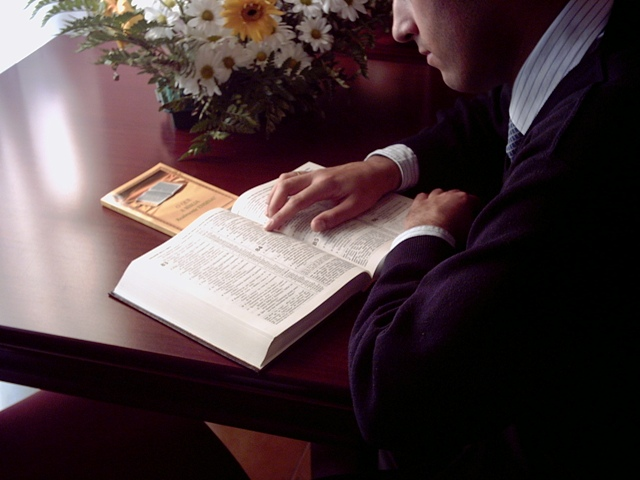
Estudo pessoal da Bíblia

As Testemunhas de Jeová encaram a sua crença como um modo de vida, sendo que todos os outros interesses, incluindo o emprego e a família, giram em torno da sua organização, que afirma adorar a  Jeová. Assim, não importa o que façam, incluindo a seleção de diversão ou de vestuário, de carreira na escola ou na profissão ou mesmo a escolha de cônjuge, o comportamento e interação com a comunidade, nos negócios ou em lazer. Tudo isso é influenciado pela decisão que tomaram de se dedicar à Jeová. A Bíblia é encarada como um manual de aplicação prática e obrigatória em todos os campos da vida das Testemunhas de Jeová. Elas afirmam aplicar seriamente a seguinte injunção bíblica:
- 1 Coríntios 10:31

"Portanto, quer comais, quer bebais, quer façais qualquer outra coisa, fazei todas as coisas para a glória de Deus." (NM)
Afirmando-se cristãs, observam o exemplo de Jesus procurando imitá-lo, conforme a seguinte instrução:
- 1 Pedro 2:21

"Fostes chamados para este proceder, porque até mesmo Cristo sofreu por vós, deixando-vos um modelo para seguirdes de perto os seus passos." (NM)

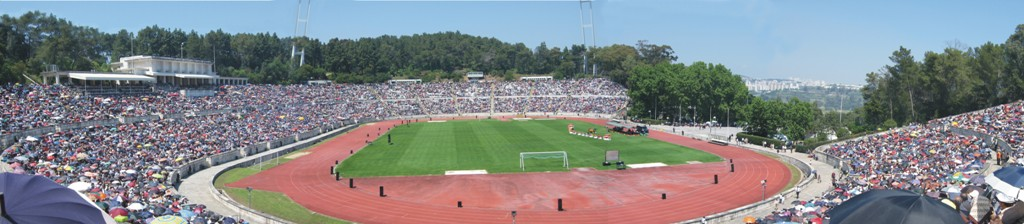
Na Visita Zonal, reunidas no Estádio Nacional do Jamor, Lisboa, Portugal, em 5 de Maio de 2007, com mais de 41.000 presentes na assistência.

Todas as Testemunhas de Jeová são incentivadas a serem diligentes estudantes da Bíblia. Creem que todas elas, sejam homens ou mulheres, são ministros de Deus, ordenados no dia de seu batismo pessoal por imersão completa em água. Usualmente, alguém que se reúne com as Testemunhas necessita de vários meses, ou mesmo anos, para ser aprovada para o batismo e só depois de expressar convictamente o seu desejo de se tornar uma Testemunha de Jeová.
Além do seu estudo pessoal da Bíblia, sempre acompanhado de publicações produzidas pela Sociedade Torre de Vigia, assistem também a reuniões congregacionais, usualmente duas vezes por semana, em locais conhecidos por Salões do Reino ou em casas particulares, para instrução coletiva e encorajamento mútuo. Outras reuniões de maiores dimensões ocorrem, usualmente, três vezes por ano, em Salões de Assembleias mantidos por elas ou em instalações públicas alugadas, como estádios desportivos ou auditórios municipais.
Todas as Testemunhas, alistadas nos seus relatórios anuais, são também publicadores ativos da mensagem apocalíptica que consideram urgente transmitir. Participam regularmente em atividades formais organizadas localmente para contactar seus vizinhos, embora também aproveitem todas as ocasiões informais para falar com conhecidos ou simplesmente com aqueles com quem cruzam ao longo do dia. Eles se reúnem em salões de congresso e assembleias, com muitas pessoas diferentes entre si.
O sexo pré-marital é condenado veementemente. Toda testemunha de Jeová deve se casar para poder ter relações sexuais. A masturbação também é proibida. O ato de masturbar-se é visto como “uma forma de impureza” que “leva a um modo de pensar deturpado”, contudo, não é considerado “uma forma de grave imoralidade sexual, como a fornicação”. De acordo com o livro “Sua Juventude — O Melhor Modo de Usufruí-la”, as Testemunhas de Jeová acreditam que a masturbação “cultiva o modo de pensar errado e o desejo errado”.

## Serviço voluntário
As Testemunhas de Jeová encontram-se entre as organizações que usam amplamente o serviço voluntário, que consiste basicamente do serviço de pregação de porta em porta e da administração da própria organização. Praticando sua fé religiosa com base no Cristianismo primitivo dos apóstolos, (1Coríntios 11:1) encaram o amor ao próximo como um sinal identificador do cristianismo genuíno. Todos os seus membros são voluntários, usando as suas habilidades, tempo, esforço e recursos financeiros em projetos específicos promovidos pela organização a que pertencem, como a construção de centros de adoração (Salões do Reino), prédios para convenções anuais (assembleias), prédios administrativos e para produção de publicações da própria organização. As Testemunhas de Jeová não organizam serviço voluntário para pessoas que não fazem parte da sua organização ou que não demonstrem interesse em se tornar também uma Testemunha de Jeová.
Dentre as diversas frentes de trabalho voluntário, destaca-se como significativa contribuição social o trabalho realizado com os surdos que estudam com as Testemunhas de Jeová, tem potencial para se tornar ou já são testemunhas de Jeová. Em vários países, voluntários Testemunhas de Jeová ajudam milhares de surdos interessados na mensagem das Testemunhas Jeová, desde a alfabetização na sua primeira língua, como  a LIBRAS no Brasil e a LGP em Portugal, passando pelo idioma escrito de sua região, quando se aplica. Atualmente 59 equipes de tradutores ao redor do mundo traduzem, produzem e distribuem gratuitamente publicações em vídeos DVDs em 75 línguas de sinais para o benefício dos surdos já associados com as Testemunhas de Jeová, fornecendo suporte para mais de 1 200 congregações em língua de sinais de diversos países. Diversas publicações em 85 Línguas de sinais, incluindo partes da Bíblia, todas em vídeos. Seu trabalho não raro proporciona muito mais do que ajuda espiritual, servindo como intérpretes em língua de sinais por acompanhá-los em escolas, médicos, advogados, entrevistas de emprego, etc. Também estendem aos familiares e colegas de trabalho dos surdos Testemunhas de Jeová a oportunidade de conhecer a língua de sinais, usando para isso DVDs visuais ou outras publicações produzidas pelas próprias Testemunhas de Jeová com o objetivo de facilitar o aprendizado e a inclusão social e espiritual dos surdos às suas famílias e comunidades, aproveitando a ocasião para propagar sua fé entre essas pessoas, na esperança de que elas também se tornem Testemunhas de Jeová.
Outra forma de serviço voluntário prestado pelas Testemunhas de Jeová é a ajuda humanitária a pessoas que também são Testemunhas de Jeová e também aos vizinhos. Desde a Segunda Guerra Mundial, as Testemunhas de Jeová têm organizado ajuda humanitária de socorro aos seus irmãos cristãos que sofrem efeitos da guerra, desastres naturais ou outras calamidades. Sua experiência na organização de um grande número de voluntários que atuam em projetos de construções de Salões do Reino e em seus congressos anuais contribui para o seu reconhecido sucesso neste respeito.

## Conceito sobre outras religiões
Consideram-se praticantes da única religião verdadeira (o Cristianismo primitivo), de modo que acreditam que terão a salvação após a morte ou por ocasião do Armagedom, entendido como o fim do atual sistema mundial. Não acreditam que serão as únicas a serem salvas, pois entendem que muitos milhões de pessoas que viveram há séculos e que não adoraram a Deus poderão ser salvas, ao serem ressuscitadas no prometido Paraíso na Terra. Caso decidam não aceitar os "ensinamentos divinos", poderão sofrer a "segunda morte", ou morte definitiva.
Acreditam que não cabe a ninguém julgar quem será salvo ou não, visto que tal responsabilidade está totalmente nas mãos de Jesus, embora entendam que, para alguém poder ser salvo, a pessoa tem de obter conhecimento sobre a vontade de Jeová e de Jesus Cristo, conforme expressa na Bíblia e de acordo com o entendimento e as doutrinas interpretadas pelo Corpo Governante, os responsáveis pela dianteira da organização.
As Testemunhas de Jeová rejeitam sumariamente quaisquer ensinos que não estejam alinhados ao seu entendimento da Bíblia. Afirmam ter respeito pela liberdade religiosa, embora não aprovem o ecumenismo nem se associem com outras religiões.

## Oposição

### Perseguição

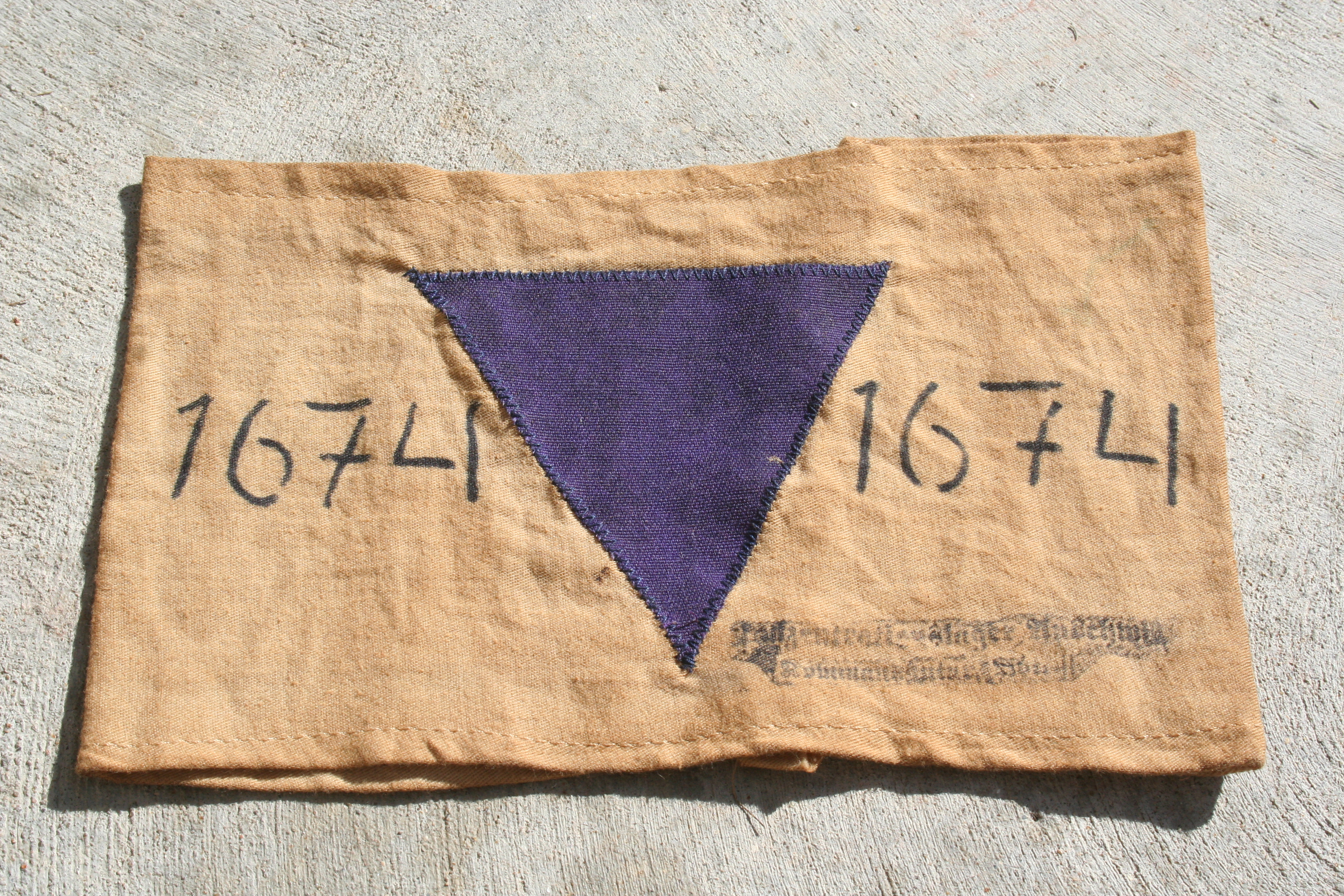
Os prisioneiros que eram da religião de Testemunhas de Jeová eram identificados pelo emblema de triângulo na cor roxo em campos de concentração nazistas.

A animosidade política e religiosa contra as Testemunhas de Jeová, por vezes, levou a ação da massa e opressão do governo em vários países. Sua doutrina de neutralidade política e recusa em servir nas forças armadas levou a prisão de membros que recusaram o recrutamento durante a Segunda Guerra Mundial e em outros momentos em que o Serviço Nacional foi obrigatório. Em 1933, havia cerca de 20 000 Testemunhas de Jeová na Alemanha, dos quais cerca de 10 000 foram presos. Destes, 2 000 foram enviados para campos de concentração onde eram identificados pelo triângulo roxo; cerca de 1.200 morreram, incluindo 250 que foram executados. No Canadá, as Testemunhas de Jeová foram internados em campos juntamente com dissidentes políticos e pessoas de ascendência chinesa e japonesa. No início da União Soviética, cerca de 9 300 Testemunhas de Jeová foram deportados para a Sibéria como parte da Operação Norte, em abril de 1951. Suas atividades religiosas estão atualmente proibido ou restrito em alguns países, incluindo a China, Vietnam e alguns estados islâmicos.
No Brasil, somente a partir de 1939 é que se encontram registros policiais a respeito da Sociedade Torre de Vigia de Bíblias e Tratados, é nessa data que o DEOPS de São Paulo efetivou cerca de 20 prisões de Testemunhas de Jeová entre eles a de Piroska Solyon, então com 13 anos de idade. A prisão foi sob a acusação de perturbação da ordem pública por terem participado e distribuído a publicação Fascismo ou Liberdade em uma marcha pública na Praça da Sé e no Jardim da Luz, na cidade de São Paulo, neste evento, as Testemunhas usaram cartazes para divulgar um discurso feito por seu líder, Rutherford, em Londres chamado Encare os Fatos e aprenda a ouvir a única voz de escape. Também proclamavam palavras de ordem como "Servi a Deus e a Cristo, o Rei" e "Religião é Laço e Extorsão", uma crítica à religião católica.
Em Portugal, a perseguição aos Testemunhas de Jeová se iniciou a partir da década de sessenta, sendo esta de motivação política devido sua peculiar atitude perante o Estado e o serviço militar. Isto impediu que a religião se legalizasse conduzindo a um situação delicada a partir de 1961 quando ocorreu uma mobilização de soldados.

### Disputas jurídicas
Vários casos envolvendo Testemunhas de Jeová têm passado pelos Supremos Tribunais de todo o mundo. Os casos geralmente se relacionam com o direito de praticar a religião, a não aceitação de exibição de patriotismo e prestação de serviço militar e recusa de transfusões de sangue.:679–701
Nos Estados Unidos, os desafios legais persistentes solicitaram uma série de decisões judiciais estaduais e federais que reforçavam proteções judiciais para as liberdades civis. Entre os direitos reforçados por vitórias judiciais as Testemunhas nos Estados Unidos têm sua conduta religiosa protegida de interferência federal e estadual, garantindo-lhes o direito de abster-se de rituais patrióticos e serviço militar, o direito de seus pacientes de recusarem tratamento médico, bem como o direito de não se envolver em discursos públicos.

## Criticas e controvérsias
As Testemunhas de Jeová receberam críticas do cristianismo tradicional, membros da comunidade médica, ex-membros e comentaristas sobre suas crenças e práticas. O movimento tem sido acusado de inconsistência e mudanças doutrinárias, previsões fracassadas, erros de tradução da Bíblia, tratamento severo contra antigos membros e liderança autocrática e coercitiva. A crítica também se concentra na sua rejeição de transfusões de sangue, particularmente em situações médicas com risco de vida, e na falta de relatar casos de abuso sexual às autoridades.

### Liberdade de expressão e pensamento
As Doutrinas das Testemunhas de Jeová são estabelecidas pelo Corpo Governante. A denominação não tolera a dissidência sobre doutrinas e práticas; membros que discordam abertamente com os ensinamentos do grupo são expulsos e evitados. As publicações das testemunhas desencorajam fortemente os seguidores a questionarem as doutrinas e os conselhos recebidos do Corpo Governante, argumentando que é para serem confiados como parte da "organização de Deus". Ela também adverte os membros a "evitar o pensamento independente", alegando que tal pensamento "foi introduzido por Satanás, o Diabo" e iria "causar divisão". Aqueles que discordam abertamente com os ensinamentos oficiais são condenados como "apóstatas" que são considerados "mentalmente doentes".
Os ex-membros Heather e Gary Botting comparam os paradigmas culturais da denominação a Nineteen Eighty-Four, de George Orwell, e Alan Rogerson descreve a liderança do grupo como totalitária. Outros críticos acusam que, ao menosprezar a tomada de decisões individuais, os líderes do grupo cultivam um sistema de obediência inquestionável no qual as Testemunhas de Jeová anulam toda responsabilidade e direitos sobre suas vidas pessoais. Os críticos também acusam os líderes do grupo de exercer "domínio intelectual" sobre as Testemunhas, controlando informações e criando "isolamento mental", que o ex-membro do Corpo Governante Raymond Franz argumentou serem todos elementos de controle mental.
O sociólogo Rodney Stark afirma que os líderes das Testemunhas de Jeová "nem sempre são muito democráticos" e que os membros "devem obedecer a padrões rígidos". O sociólogo Andrew Holden afirma que a maioria dos membros que se juntam a movimentos milenaristas, como as Testemunhas de Jeová, "raramente são autorizados a uma saída digna", e descreve a administração como autocrática.

### Tradução do Novo Mundo
Vários estudiosos da Bíblia, incluindo Bruce M. Metzger e MacLean Gilmour, disseram que enquanto a bolsa de estudos é evidente na Tradução do Novo Mundo, sua tradução de certos textos são imprecisas e tendenciosas em favor das práticas e doutrinas das Testemunhas. Críticos como Edmund C. Gruss, e escritores cristãos como Ray C. Stedman, Walter Martin, Norman Klann e Anthony Hoekema afirmam que a Tradução do Novo Mundo exibe uma desonestidade literária. A maioria das críticas à Tradução do Novo Mundo relaciona-se com a tradução do Novo Testamento, particularmente em relação à introdução do nome Jeová e em passagens relacionadas à doutrina da Trindade.

### Previsões não cumpridas
Desde as mais antigas publicações do fundador da Sociedade Torre de Vigia, Charles Taze Russell, em meados da década de 1870, as publicações da sociedade têm afirmado a confiabilidade de suas previsões, com uma linguagem enfática, como “verdade estabelecida” e “indisputável”. Previsões feitas em 1892, dizendo que o Armageddon tomaria lugar em Outubro de 1914, afirmando que a data era “definitivamente marcada pelas Escrituras”, e o editor da Sentinela Charles Taze Russell declarou: “Nós não vemos razões para mudar as imagens– nem poderíamos mudar se quiséssemos. Elas são, acreditamos, as datas de Deus, não a nossa”. Previsões acerca do começo do reino de mil anos de Cristo em 1925 foram tidas como “corretas além da dúvida”, “absolutamente e qualificadamente corretas”, “indisputáveis” e trazendo “a estampa de aprovação pelo Deus Todo-Poderoso”.
As publicações da Sentinela ocasionalmente perceberam que elas “sugeriram datas que acabaram sendo incorretas” como um resultado de sua “ânsia pela segunda vinda de Jesus”, acrescentando que elas nunca haviam alegado que as predições eram “palavras de Jehovah”. As publicações, por vezes, simplesmente esqueceram suas afirmações prévias, afirmando no lugar que os membros haviam “lido na Sentinela afirmações que não eram a intenção”, e que as crenças dos membros eram “baseadas em premissas erradas”. Outras predições falhas são ignoradas completamente. Um livro, O Mistério Terminado (1917), aplicou aos anos 1918-1925 eventos que eram anteriormente situados antes de 1914. Quando algum desses eventos veio novamente a não se mostrar correto, a edição de 1926 do livro alterou a afirmação e removeu as datas.

### Abuso sexual de menores
Várias pessoas, tribunais e a mídia em todo o mundo levantaram preocupações sobre a maneira como os casos de abuso sexual infantil são tratados quando ocorrem em congregações das Testemunhas de Jeová. Um estudo independente de 2009 na Noruega criticou as Testemunhas de Jeová com relação aos casos de abuso sexual infantil, mas afirmou que não há indicação de que a taxa de abuso sexual entre as Testemunhas de Jeová é maior do que a encontrada na sociedade em geral. A organização oficialmente "abomina" o abuso sexual infantil, e afirma que "a incidência deste crime entre as Testemunhas de Jeová é rara".
As políticas de abuso infantil da Sociedade foram publicadas nas publicações das Testemunhas de Jeová, embora diretrizes mais específicas sejam disponibilizadas apenas aos anciãos, ou mediante solicitação. Comunicados de imprensa emitidos pelo Gabinete de Informações Públicas da Torre de Vigia afirmam que se uma pessoa acusada de abuso molestar repetidamente sua vítima, e não houver outra testemunha do incidente, "os anciãos não podem agir dentro da congregação naquela época". "mas se reportar às autoridades se exigido pelas leis locais. Em 2015, foi divulgado que a Seção Australiana das Testemunhas de Jeová tinha registros de 1 006 supostos perpetradores de abuso sexual infantil, referentes a mais de 1 800 vítimas desde 1950, nenhum dos quais foi denunciado à polícia pela igreja.

## Alternativas médicas ao sangue
Milhares de médicos em todo o mundo começaram a usar técnicas de conservação de sangue para realizar cirurgias complexas sem transfusão com a ajuda da ACTJ (Associação Cristãs da Testemunhas de Jeová) criaram um comitê, a Comissão de Liga com Hospitais (Coli). Essas opções terapêuticas são usadas até mesmo em países em desenvolvimento e são solicitadas por muitos pacientes que não são Testemunhas de Jeová. Uma parte da comunidade médica, porém, continua crítica em relação a opção religiosa, recusando-se por ser mais rentável o uso de sangue, ou não tendo condições de dar tratamento ao paciente ou submetê-lo a cirurgias a menos que seja permitida a transfusão sanguínea. Isto obriga estes pacientes a buscar tratamento em outros hospitais ou buscar um médico disposto a utilizar tratamentos alternativos à transfusão de sangue. As Testemunhas de Jeová buscam ajuda, não permitindo seus filhos ou parentes morrerem, mas sim lhes dando tratamentos alternativos àqueles que tomam sangue. A fundamentação dessas decisões é o trecho em Atos 15:28,29, em que o Deus Jeová, manda abster-se ou seja não ter nenhum tipo de contato com sangue.
Os homens adeptos das Testemunhas de Jeová são normalmente dispensados do serviço militar obrigatório, bem como jurar à bandeira por objeção de consciência, mesmo que as leis dos países não os permitem dispensar. No Brasil, entretanto, nestes casos estas pessoas devem realizar prestações substitutivas, de acordo com o determinado pela autoridade militar.

## Demografia
As Testemunhas de Jeová têm uma presença ativa na maioria dos países, mas não são a maioria da população em nenhuma nação.
Em agosto de 2015, a denominação relatou que tinha uma média de 8,2 milhões de publicadores — este é o termo usado para membros envolvidos ativamente em evangelização — em 118 016 congregações. Naquele ano, os índices indicavam mais de 1,93 bilhões de horas gastas em pregação e atividades de "estudo da Bíblia". Desde meados da década de 1990, o número de publicadores subiu de 4,5 para 8,2 milhões. No mesmo ano, eles conduziram "estudos bíblicos" com mais de 9,7 milhões de indivíduos, incluindo aqueles conduzidos por pais Testemunhas a seus filhos. A organização estima que cresce 1,5% mundialmente a cada ano.
As estatísticas oficiais de membros publicadores, como as acima, incluem apenas membros que submeteram relatórios para seu ministério pessoal; não incluem membros inativos ou desassociados, ou outros que compareceram aos encontros. Com isso, somente metade dos que se auto-identificaram como Testemunhas de Jeová em estudos demográficos independentes são considerados ativos pela fé em si. Em 2008, o relatório estadunidense Pew Forum on Religion & Public Life mostrou uma taxa baixa de retenção dentre os afiliados à religião: somente 37% dos nascidos Testemunhas de Jeová continuam a ser durante o decorrer da vida.

### Angola
As Testemunhas de Jeová em Angola somam cerca de 128 057 pessoas, que se distribuem em 1 725 congregações. Em 2016, foram realizados 9 549 batismos no país; no evento da Comemoração da Morte de Cristo estiveram presentes 564 070 pessoas; foram realizados em média 916.992 estudos bíblicos; e foram dedicadas 35 715 951 horas à evangelização.

### Brasil
As Testemunhas de Jeová do Brasil somam cerca de 829 743 pessoas, que se distribuem em 11 911 congregações. O Brasil é na atualidade o terceiro país com maior número de Testemunhas de Jeová, ficando atrás apenas dos Estados Unidos e do México. Em 2016, foram realizados 32 978 batismos no país; no evento da Comemoração da Morte de Cristo estiveram presentes 1 799 512 pessoas; foram realizados em média 916 992 estudos bíblicos; e foram dedicadas 182 262 093 horas à evangelização.

### Portugal

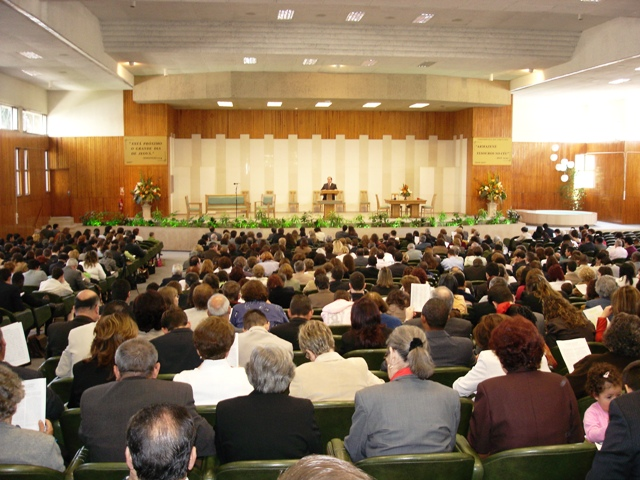
Aspecto interior do auditório principal do Salão de Assembleias de Carnaxide, em Portugal, abril de 2007.

As Testemunhas de Jeová contam com cerca de 50 879 praticantes em Portugal (Açores, Madeira) distribuídos por 679 congregações, sendo que os simpatizantes alcançam um número similar. Isso pode ser constatado no Anuário das Testemunhas de Jeová de 2017 que refere terem assistido 92 013 pessoas em 2016 à sua principal celebração, a Comemoração da Morte de Cristo.

### Totais Gerais de 2016[172]
| Informação                                             | Quantidade    |
| Países que relataram                                   | 240           |
| Sedes das Testemunhas de Jeová                         | 89            |
| Total de congregações                                  | 119 485       |
| Assistência à Comemoração da Morte de Cristo           | 20 085 142    |
| Participantes da Comemoração (que tomaram os emblemas) | 18 013        |
| Auge de publicadores no serviço do Reino               | 8 340 847     |
| Média mensal de publicadores                           | 8 132 358     |
| Percentagem de aumento sobre 2015                      | 1,8           |
| Total de batizados                                     | 264 535       |
| Média mensal de pioneiros auxiliares                   | 459 393       |
| Média mensal de pioneiros (regulares e especiais)      | 1 157 017     |
| Total de horas dedicadas à pregação                    | 1 983 763 754 |
| Média mensal de estudos bíblicos                       | 10 115 264    |

## Análise sociológica
O sociólogo James A. Beckford, ao analisar as Testemunhas de Jeová em 1975, classificou a organização estrutural da religião como Totalizante, caracterizada por uma liderança agressiva, objetivos específicos e estreitos, controle sobre as demandas competitivas do tempo e da energia dos membros e controle sobre a qualidade dos novos membros. Outras características citadas por Beckford são: probabilidade de atrito com entidades laicas, relutância em cooperar com outras igrejas, uma taxa alta de saída de membros, uma taxa baixa de mudança nas doutrinas e uniformidade estrita de crenças entre os membros. Para o autor, as principais características do grupo são o historicismo (a identificação de eventos históricos como resultado do propósito de Deus), absolutismo (convicção de que os líderes têm a verdade absoluta), ativismo (capacidade de fazer com que membros participem de missões), racionalismo (convicção de que as doutrinas têm uma base racional despida de mistério), autoritarismo (regulações rígidas, sem oportunidade de discussão) e indiferença em relação ao mundo (rejeição de certos requisitos seculares e tratamentos médicos).
Outro sociólogo, Bryan R. Wilson, em um estudo de cinco religiões, incluindo as Testemunhas de Jeová, notou que cada uma das religiões:
1. "existe em um estado de tensão com a grande sociedade";
2. "impõe testes de mérito com possíveis membros";
3. "tem disciplina severa, regulando as crenças e os hábitos dos membros, além de prescrever e operar sanções para quem desobedecer, com a possibilidade inclusive de expulsão";
4. "demanda compromisso contínuo e total dos integrantes, e a subordinação, e talvez até exclusão de todos os outros interesses".

Uma estudo comparativo realizado pelo Pew Research Center descobriu que, nos Estados Unidos, as Testemunhas de Jeová têm a maior taxa de estudos somente até o ensino médio, crença em Deus, importância da religião na vida, frequência na presença em eventos religiosos, frequência de orações, frequência de leitura da Bíblia fora de serviços religiosos, crença de que suas orações são respondidas, crença de que a religião só pode ser interpretada de uma maneira, crença de que ser Testemunha é o único jeito de garantir a vida eterna, oposição ao aborto e oposição à homossexualidade. No estudo, o grupo foi o que menos recebeu diplomas da faculdade e o que menos demonstrou interesse em política.